# مادلين مونتالبان
مادلين مونتالبان (بالإنجليزية: Madeline Montalban)‏ (و. 1910 – 1982 م) هي منجمة، وساحرة استعراضية من المملكة المتحدة، والمملكة المتحدة لبريطانيا العظمى وأيرلندا، ولدت في بلاكبول، توفيت في لندن، عن عمر يناهز 72 عاماً ، بسبب سرطان الرئة.